# Paula Marosi
Paula Marosi, po mężu Földessy i Bánvölgyi (ur. 3 listopada 1936 w Budapeszcie, zm. 4 marca 2022 tamże) – węgierska florecistka, dwukrotna medalistka igrzysk olimpijskich i mistrzostw świata.
Na igrzyskach olimpijskich w Tokio w 1964 roku razem z Ildikó Újlaky-Rejtő, Lídią Dömölky-Sákovics, Katalin Juhász i Judit Ágoston-Mendelényi zwyciężyła w zawodach drużynowych. Na rozgrywanych cztery lata później igrzyskach olimpijskich w Meksyku reprezentacja Węgier w składzie: Ildikó Újlaky-Rejtő, Ildikó Bóbis, Paula Marosi, Lídia Dömölky-Sákovics i Mária Gulácsy zdobyła drużynowo srebrny medal. W obu przypadkach w rywalizacji indywidualnej nie startowała.
Podczas mistrzostw świata w Buenos Aires w 1962 roku Mária Gulácsy, Magdolna Nyári-Kovács, Katalin Juhász-Nagy, Ildikó Rejtő i Paula Marosi zdobyły złoto w zawodach drużynowych. W tej samej konkurencji zdobyła też srebrny medal na rozgrywanych w 1966 roku mistrzostwach świata w Moskwie.
Kilkakrotnie była także mistrzynią Węgier w drużynie.
Jej brat József Marosi także uprawiał szermierkę, a były mąż Ödön Földessy był lekkoatletą.

## Starty olimpijskie
Tokio 1964
- floret drużynowo –  złoto

Meksyk 1968
- floret drużynowo –  srebro